# Кильмезь (Кировская область)
Кильме́зь (луговомар. Кӱльмӱж, тат. Көлмез) — посёлок городского типа в Кировской области России, административный центр Кильмезского района, образует муниципальное образование Кильмезское городское поселение как единственный населённый пункт в его составе.
Расположен на реке Кильмези (приток реки Вятка). Расстояние до областного центра составляет 259 км.
Население — 5416 чел. (2021).

## История
Считается, что посёлок Кильмезь был основан марийцами в начале XVII века. По легенде группа марийцев бежала на плотах по реке Кильмези от удмуртов. Была поздняя осень. Марийцы увидели холм Красная гора и взобрались на неё для удобной обороны. В итоге образовалось поселение Кильмезь. Существует две точки зрения на перевод слова «Кильмезь»: «Уйти и не вернуться» (из-за болотистой местности) и «Река встала».
Село известно с 1666 года. В конце XIX — начале XX веков население занималось земледелием, кустарным производством кирпича, переработкой сельскохозяйственного сырья и др. C 1965 года поселок городского типа.
5 января 2025 года в пожаре в доме престарелых в посёлке Кильмезь погибло 8 человек.

## Население
| 1939  | 1959  | 1970  | 1979  | 1989  | 2002  |
| ----- | ----- | ----- | ----- | ----- | ----- |
| 3194  | ↗4066 | ↗4620 | ↗5223 | ↗6151 | ↘6064 |
| 2009  | 2010  | 2012  | 2013  | 2014  | 2015  |
| ↗6299 | ↘5956 | ↘5946 | ↘5820 | ↘5740 | ↘5678 |
| 2016  | 2017  | 2018  | 2019  | 2020  | 2021  |
| ↘5648 | ↘5636 | ↘5578 | ↘5571 | ↘5491 | ↘5416 |

Национальный состав
- Русские — 70,8 %,
- татары — 15,3 %,
- марийцы — 8,2 %,
- удмурты — 2,2 %,
- остальные — 2,4 %[20].

## Промышленность
Производство лесопиломатериалов.

## Культура
Кильмезский краеведческий музей был открыт 1 октября 1992 г. Открытию музея предшествовала почти семилетнее собирание экспонатов Лидией Ивановной Есиповой — первым директором музея. Краеведческий музей находится в историческом здании, бывшем магазине купца Ивана Михайловича Выгодчикова. Здание кирпичное, с большим подвальным помещением. Для посетителей музея наибольший интерес представляет отдел природы, где можно познакомиться с животным и растительным миром района.
Областной фестиваль «Вятский лапоть», организуемый администрацией района и департаментом развития предпринимательства и торговли. В 2012 г. проводился в четвёртый раз, в нём приняло участие более 6000 человек.

## Религия
Православные храмы
- Церковь Троицы Живоначальной;
- Церковь Димитрия Солунского

Старообрядческие храмы
- Церковь Михаила Архангела

Мечети
- Мечеть

## Люди, связанные с посёлком
- Крупин, Владимир Николаевич (род. 1941) — русский советский и российский писатель, секретарь правления Союза писателей России.
- Маслов, Фёдор Иванович (1914—1995) — марийский советский поэт, педагог.
- Мельников, Владимир Михайлович (1950—2018) — советский и российский врач, деятель здравоохранения.

## Галерея
- Красная Гора
- Центр поселка, памятник народу-победителю
- Администрация района
- Церковь